# Roger Taylor
Pour les articles homonymes, voir Roger Taylor (homonymie) et Taylor.
 (mars 2024).
Roger Taylor, né le 26 juillet 1949 à King's Lynn (Norfolk, Angleterre), est un musicien, auteur-compositeur-interprète britannique, connu pour sa carrière avec le groupe Queen en tant que batteur.
En tant que compositeur, il a écrit au moins une chanson sur chaque album de Queen, dont I'm in Love with My Car, Radio Ga Ga, A Kind of Magic, The Invisible Man, These Are the Days of Our Lives, Breakthru et Heaven for Everyone.
Au cours des années 1980, il forme un groupe nommé The Cross : il en est le chanteur et le guitariste rythmique.
Il joue avec des artistes tels que Eric Clapton, Roger Waters, Roger Daltrey, Phil Collins, Genesis, Jimmy Nail, Elton John, Gary Numan, Shakin' Stevens, Foo Fighters, Al Stewart, Steve Vai, Yoshiki Hayashi, Bon Jovi et David Bowie.
En tant que producteur, il produit des albums pour Virginia Wolf, Jimmy Nail et Magnum.
En 2005, il est huitième du classement des plus grands batteurs de l'histoire dans un sondage réalisé par Planet Rock Radio (en).

## Biographie

### Enfance
Roger Meddows Taylor nait le 26 juillet 1949 à King's Lynn au Royaume-Uni. Ses parents, Michael et Winifred, ont un autre enfant en 1953, une fille nommée Clare. Son père est inspecteur au Conseil d'Administration d'un Service de Marketing.
En 1950, il est inscrit à l’école Gaywood à King's Lynn. En 1953, sa famille déménage à Truro dans les Cornouailles. Roger fréquente la Bosvigo School.
À 8 ans, il éprouve le désir de jouer de la guitare. Il fait l’acquisition d’un ukulélé et apprend seul les accords de base. Il décide de former son premier groupe, The Bubblingover Boys, jouant dans leur école ou pour leurs parents.
En septembre 1960, Roger entre à la Truro School. Intéressé par l’anglais et la biologie, élève brillant, il n’aime pas étudier. Il quitte son premier groupe. Il fait l’apprentissage de la guitare acoustique. Après quelque temps, il se lasse de sa guitare, plus attiré par les percussions. En 1961, ses parents lui offrent son premier set de batterie.
En 1963, à 14 ans, il forme son second groupe, The Cousin Jacks. Roger joue de la guitare rythmique puis de la batterie. Le groupe se sépare dès 1964.
Vers le milieu des années 1960, les parents de Roger divorcent.

### The Reaction
En 1965, Roger intègre, comme batteur, un groupe nommé Johnny Quale and The Reaction. Le chanteur Johnny Quale abandonne le groupe fin 1965, Roger le remplace au chant. Le groupe devient The Reaction. Ils sont populaires dans les Cornouailles et gagnent un concours régional en mars 1966. Durant cette période, Roger s’intéresse également à Jimi Hendrix. Sous cette influence Rock psychédélique, le groupe reprend des morceaux comme ceux de Cream.
En 1967, Roger obtient 7 O-Levels et 3 A-Levels, il s’inscrit à la London Hospital Medical School dans une formation de dentiste. Il quitte Truro, s’installe dans un meublé à Londres, abandonne son groupe pour ses études.

### Smile
Lors de sa seconde année d’études, Roger Taylor cherche à intégrer un groupe. Son colocataire, Les Brown, remarque une annonce sur un murs de l’Imperial College :  un groupe, Smile, recherche un batteur du même style que Ginger Baker et Mitch Mitchell. Il auditionne devant Brian May et Tim Stafell, et rejoint le groupe.
Sa contribution à Smile lui prend du temps, il arrête ses études, après la première partie de son diplôme de dentiste en août 1968. Le groupe fait beaucoup de concerts, notamment à l’Imperial College et dans les Cornouailles, la région de Roger et gagne en réputation. En mai 1969, Smile signe un contrat chez Mercury Records pour un single. Il paraît aux États-Unis en août 1969. Au début de l'année 1970, Tim Stafell quitte Smile et Mercury Records met fin au contrat avec le groupe.

### Queen
Après réflexion, Roger et Brian May s’allient à Freddie Mercury et forment un nouveau groupe : Queen. John Deacon est recruté en février 1971.
En juillet, après trois ans de pause dans ses études, Roger s’inscrit à la North London Polytechnic en licence en biologie. Ceci lui permet de percevoir la bourse universitaire. Il obtient sa licence à l’automne 1972.
Queen commence une série de concerts à l’Imperial College, et une petite tournée dans les Cornouailles, organisée par Roger Taylor. Après trois ans d’existence, Queen sort son premier album, en 1973. Le succès arrive à partir de Sheer Heart Attack, puis de A Night at the Opera en 1975.
Un peu en retrait par rapport à Freddie Mercury et Brian May, Roger Taylor est important dans la constitution du « son Queen », à la fois ample et sophistiqué. Dès les débuts, il s’investit en organisant des concerts ou en démarchant les maisons de disques pour le groupe. Dans les années 1970, il chante plusieurs de ses compositions et fait les chœurs dans toutes les chansons du groupe. Il compose au moins un titre sur chaque album, généralement très rock (Modern Times Rock n’ Roll, The Loser In The End, Tenement Funster…). En concert, il chante sa chanson I'm in Love with My Car, et fait les chœurs en soutien de Freddie Mercury. Dans les années 1980, Roger Taylor compose des chansons plus commerciales, comme Radio Ga Ga, numéro 2 en Angleterre et A Kind of Magic, n°1 dans certains pays européens. On lui doit aussi les titres Heaven for Everyone, Innuendo.

### Carrière solo
Roger Taylor est le premier membre de Queen à se lancer dans une carrière solo en 1977, avec le single I Wanna Testify, une reprise de The Parliaments. Il l’enregistre durant la préparation de l’album de Queen, News of the World. C'est un échec commercial.
Parallèlement à Queen, il continue sa carrière solo avec la sortie de son premier album Fun in Space en 1981 ; l'album atteint la 18e place des charts britanniques. Le single de cet album est Future Management, qui lui, atteint la place n°49. Taylor chante toutes les voix figurant sur l’album, joue tous les instruments, sauf le clavier, qu'il partage avec David Richards.
Freddie Mercury rejette la majorité des chansons qu'il propose pour l'album The Works. Roger réalise qu’il y en a assez pour remplir un album entier. Après la sortie de The Works, il travaille sur son 2e album solo. Paru en 1984 sous le nom de Strange Frontier, l'album est rempli de plusieurs collaborations :  Freddie Mercury chante les chœurs dans Killing Time, John Deacon mixe I Cry for You et Rick Parfitt coécrit et joue sur It’s An Illusion. L’album inclut deux reprises de Bruce Springsteen (Racing in the Street) et de Bob Dylan (Masters of War). Le single Man On Fire entre dans les charts britanniques, à la 66e place.
Taylor termine le Magic Tour avec Queen. Il veut créer un groupe pour faire une tournée avec celui-ci (il n’a presque pas fait la promotion de ses deux précédents albums). En 1987, il forme The Cross. Le groupe sort trois albums entre 1988 et 1991. En 1993, Roger Taylor met fin à The Cross après un dernier concert au Festival de Gosport.
Il sort un album solo en 1994 intitulé Happiness?. On peut lire dans l’album : « Dedicated to the tasmanian tiger - thylacinus cynocephalus, but most especially... for Freddie. » Il collabore avec Yoshiki Hayashi, batteur et pianiste de X Japan. Cet album atteint la 22e place des charts britanniques. Roger Taylor en sort trois singles. Le premier, Nazis 1994, est censuré, mais atteint la 22e place. Il sort ensuite Foreign Sand et Happiness et part en tournée au Royaume-Uni et en Italie en 1995.
En 1998, il sort Electric Fire. Pour la promotion de l’album, il organise le premier Internet-gigs. Plus de 500 000 internautes le suivent, (mentionné dans le Livre Guinness des records). Il fait une petite tournée au Royaume-Uni au printemps 1999, avec l’arrivée sur scène de Brian May, à Wolverhampton. Il sort deux singles, Pressure On et Surrender.
Fun on Earth sort le 11 novembre 2013.
Un sixième album solo, Outsider, sort le 1er octobre 2021.

### The Cross
Le groupe The Cross est créé en 1987 et dissous en 1993. Il réalise trois albums. Roger Taylor crée The Cross, parallèlement à Queen. Le groupe ne connait pas de grands succès commerciaux, sauf en Allemagne.
Après le Magic Tour, chaque membre de Queen bénéficie d’une pause pour se consacrer à ses projets personnels. Roger Taylor décide de créer un autre groupe, pour faire une tournée. Il a écrit et enregistré un album avant de chercher des musiciens. Il met une annonce dans un journal national, précisant qu’il est un célèbre rockeur. Le joueur de clavier est Spike Edney, avec qui il a déjà travaillé. Après auditions, le groupe se compose de Peter Noone (basse), Clayton Moss (guitare), et Josh Macrae (batterie). Taylor assure le chant et la guitare rythmique.
- 1er album : Shove It

Le premier album, Shove It, sort en 1988. Dans la version européenne, Heaven for Everyone (plus tard une chanson de Queen) est chantée par Freddie Mercury avec Roger Taylor dans les chœurs. Dans la version single et la version américaine de l’album, les rôles sont inversés. Les singles extraits de l’album sont Cowboys and Indians, Heaven for Everyone et Shove It. Un autre single, sorti en 1988, Manipulator, n’était pas dans l’album. S’ensuit une tournée en Angleterre et en Allemagne.
- 2e album : Mad, Bad and Dangerous to Know

Une fois le travail de The Miracle terminé, Taylor rentre en studio avec le reste de The Cross pour enregistrer un nouvel album, Mad, Bad, and Dangerous to Know. Le groupe compose On Top Of The World (avec des riffs semblables à ceux de Whole Lotta Love de Led Zeppelin). Le reste de l’album est un mélange de compositions individuelles, hormis Power To Love, co-écrite par Macrae, Noone et Moss. Dans Better Things, Clayton Moss chante. Les singles extraits de l’album sont Final Destination, Liar et Power To Love (le dernier single de The Cross au Royaume-Uni). Le groupe ayant apparemment abandonné le marché britannique, la tournée ne comprend que des dates en Allemagne, en Autriche, en Suisse et à Ibiza. A chaque concert, chaque chanson du nouvel album est jouée.
- 3e album : Blue Rock

Fait à un moment où Taylor est concentré sur le travail avec Queen, Blue Rock est un album principalement fait par les autres membres du groupe. La plupart des chansons sont écrites et chantées par Edney et Noone. Blue Rock sort seulement en Allemagne (bien que des exemplaires de promotion soient sortis en Italie et au Japon). Il est  rare de le trouver sur le marché. Les singles sont New Dark Ages ainsi que Life Changes. Ce dernier est retiré de la vente à la suite de la mort de Freddie Mercury. Une tournée suit l’album, en deuxième partie de Magnum, et n’a que 20 concerts repartis sur un mois.

### Vie privée
Depuis 1974, il vit à Guildford, dans le comté de Surrey en Angleterre. Les vidéos We Will Rock You et Spread Your Wings ont été filmées dans son jardin.
Roger Taylor est père de cinq enfants. Dominique Beyrand est la mère de Félix Luther (22 mai 1980) et Rory Eleanor (29 mai 1986). Il a ensuite eu trois autres enfants avec Debbie Leng : Rufus Tiger (8 mars 1991), Tiger Lily (10 octobre 1994) et Lola Daisy May (2 avril 2000).

## Style
Son style est très personnel, mélange de lourdeur et de finesse. Il cite Keith Moon (The Who), John Bonham (Led Zeppelin) et Mitch Mitchell (Jimi Hendrix Experience) comme ses principales influences.
Roger Taylor est un multi instrumentiste mais aussi un auteur, compositeur, interprète et producteur, un artiste complet du rock.
En plus de la batterie, il joue de la guitare, de la basse, et du clavier. Sur son premier album solo, il joue tous les instruments et chante toutes les voix.
Sa voix est reconnaissable, très rauque, avec un registre aigu comparable à celui des contres ténors classiques. Il chante habituellement les notes aiguës dans les harmonies de Queen. On se rappelle notamment du si bémol en falsetto, presque deux octaves au-dessus du do originel, à la fin du passage opéra de Bohemian Rhapsody, comme exemple de ses capacités vocales, et aussi les cris suraigus dans In The Lap Of The Gods. Ils ont été pris pour un synthétiseur par beaucoup d'auditeurs. La note la plus aigüe qu'il a enregistrée à ce jour se trouve dans sa collaboration avec le groupe Fox, la chanson Survival (1975) contenant un mi aigu, plus de deux octaves au-dessus du do originel.

## Décorations
- Ordre de l'Empire britannique à titre civil : Officier (2020)

## Anecdotes
En 1999, la Royal Mail sort un timbre à l'effigie de Freddie Mercury dans le cadre de sa série des Millenium stamps. La présence de Roger Taylor en arrière-plan suscite la controverse : en effet, il est le premier à apparaître de son vivant sur un timbre-poste britannique, privilège jusque-là réservé exclusivement aux membres de la famille royale.
Le 12 août 2012, il participe à la cérémonie de clôture des Jeux olympiques de Londres. Il rejoint Brian May pour We Will Rock You, en compagnie de la chanteuse Jessie J.

## Ses groupes
- The Bubblingover Boys (1957-1960)
- Cousin Jacks ou The Falcons (1963-1964)
- Reaction (1965-Automne 1968)
- Smile (1968-1970)
- Queen (1970-1995 (sauf quelques apparitions en hommage à Freddie Mercury))
- The Cross (1987-1993)
- Queen + Paul Rodgers (2005-2009)
- Queen + Adam Lambert (2011-)

## Discographie

### Avec Queen
Chansons composées pour Queen :
- Queen : Modern Times Rock 'n' Roll
- Queen II : The Loser In The End
- Sheer Heart Attack : Tenement Funster
- A Night at the Opera : I'm In Love With My Car
- A Day at the Races : Drowse
- News of the World : Sheer Heart Attack, Fight From The Inside
- Jazz : Fun It, More Of That Jazz
- The Game  : Rock It, Coming Soon ; "A Human Body" (face B de "Play The Game")
- Flash Gordon - Soundtrack : In The Space Capsule, In The Death Cell, Escape From The Swamp, Marriage Of Dale And Ming (avec Brian May)
- Hot Space : Action This Day, Calling All Girls
- The Works : Radio Ga Ga, Machines (avec Brian May)
- Complete Vision : Thank God It's Christmas (avec Brian May)
- A Kind of Magic : A Kind of Magic, Don't Lose Your Head
- The Miracle : The Invisible Man, Breakthru (avec Freddie Mercury); "Hijack My Heart" (face B de "The Invisible Man")
- Innuendo : Innuendo (avec Freddie Mercury), Ride The Wild Wind, These Are the Days of Our Lives
- Made in Heaven : Heaven for Everyone, You Don't Fool Me (avec Freddie Mercury)
- The Cosmos Rocks (Queen + Paul Rodgers) : Cosmos Rocking, Small, C-lebrity, Say It's Not True, Surf's Up, School's Out

### Avec The Cross
- Shove It, 1988
- Mad, Bad, and Dangerous to Know, 1990
- Blue Rock, 1991

### En solo
- I wanna Testify / Turn On The TV, 1977 (single)
- Fun in Space, 1981
- Strange Frontier, 1984
- Happiness?, 1994
- Electric Fire, 1998
- Fun on Earth, 2013
- Outsider, 2021